# 京都府立陶板名画の庭

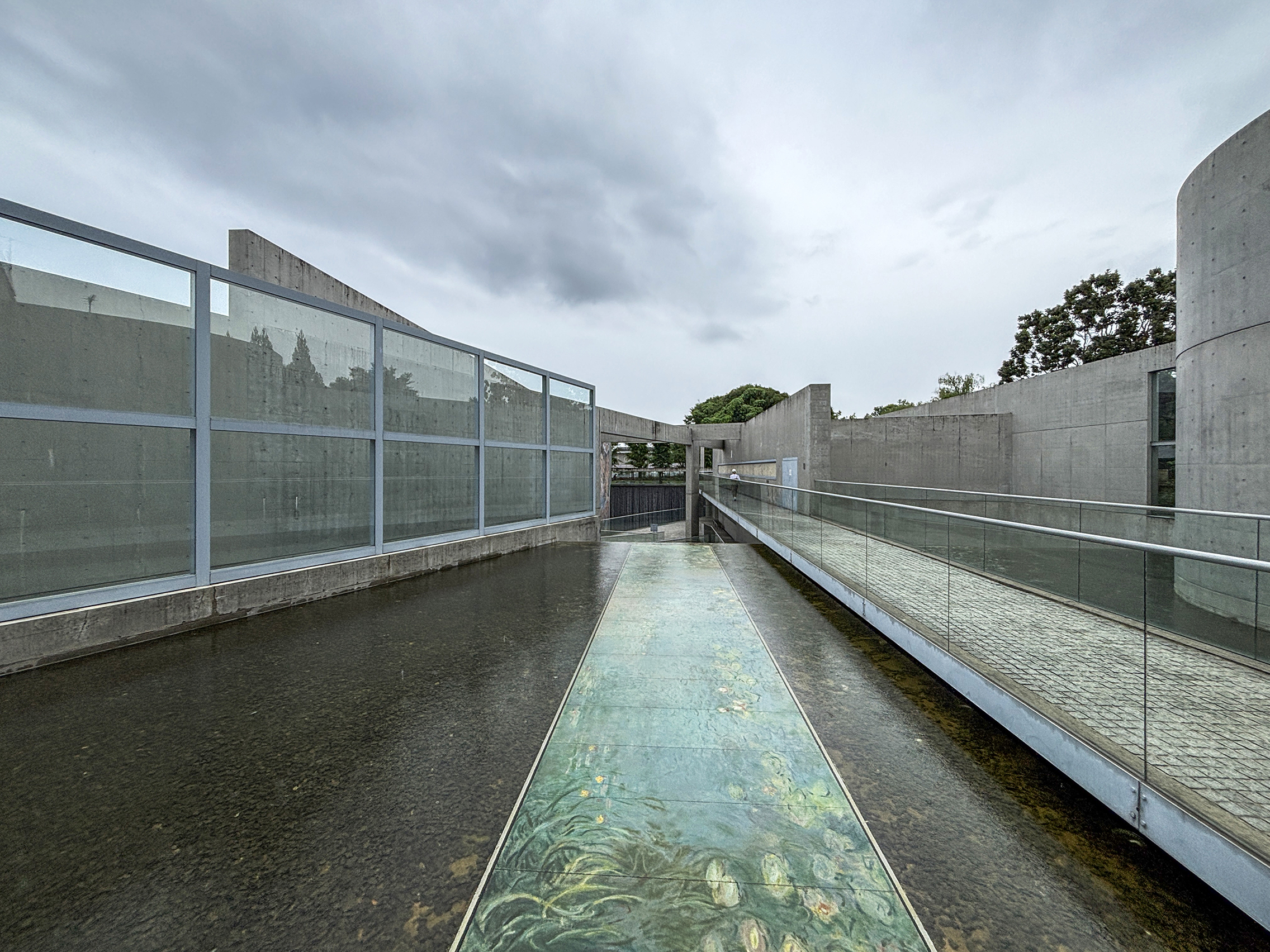
京都府立陶板名画の庭入口

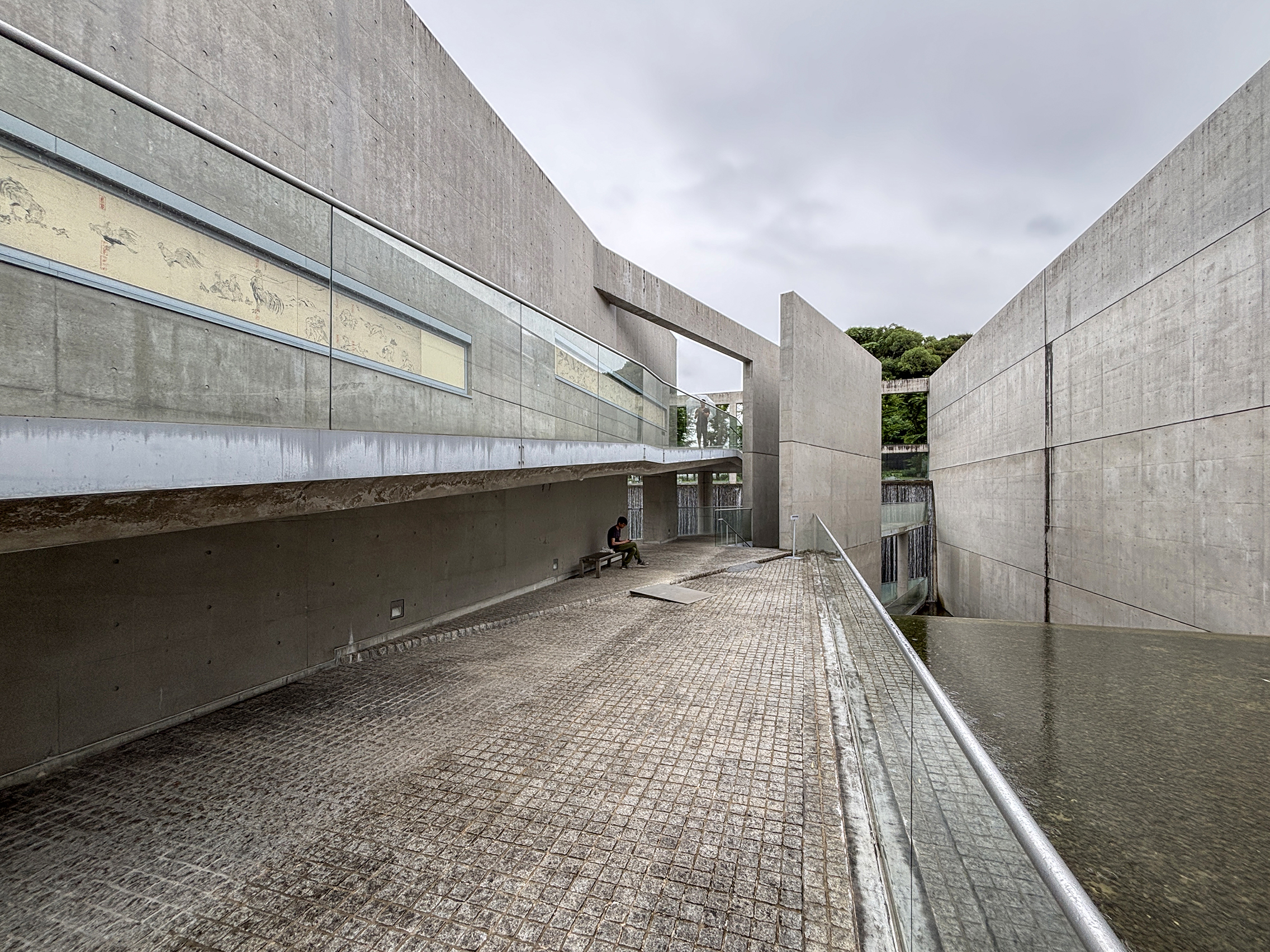
京都府立陶板名画の庭

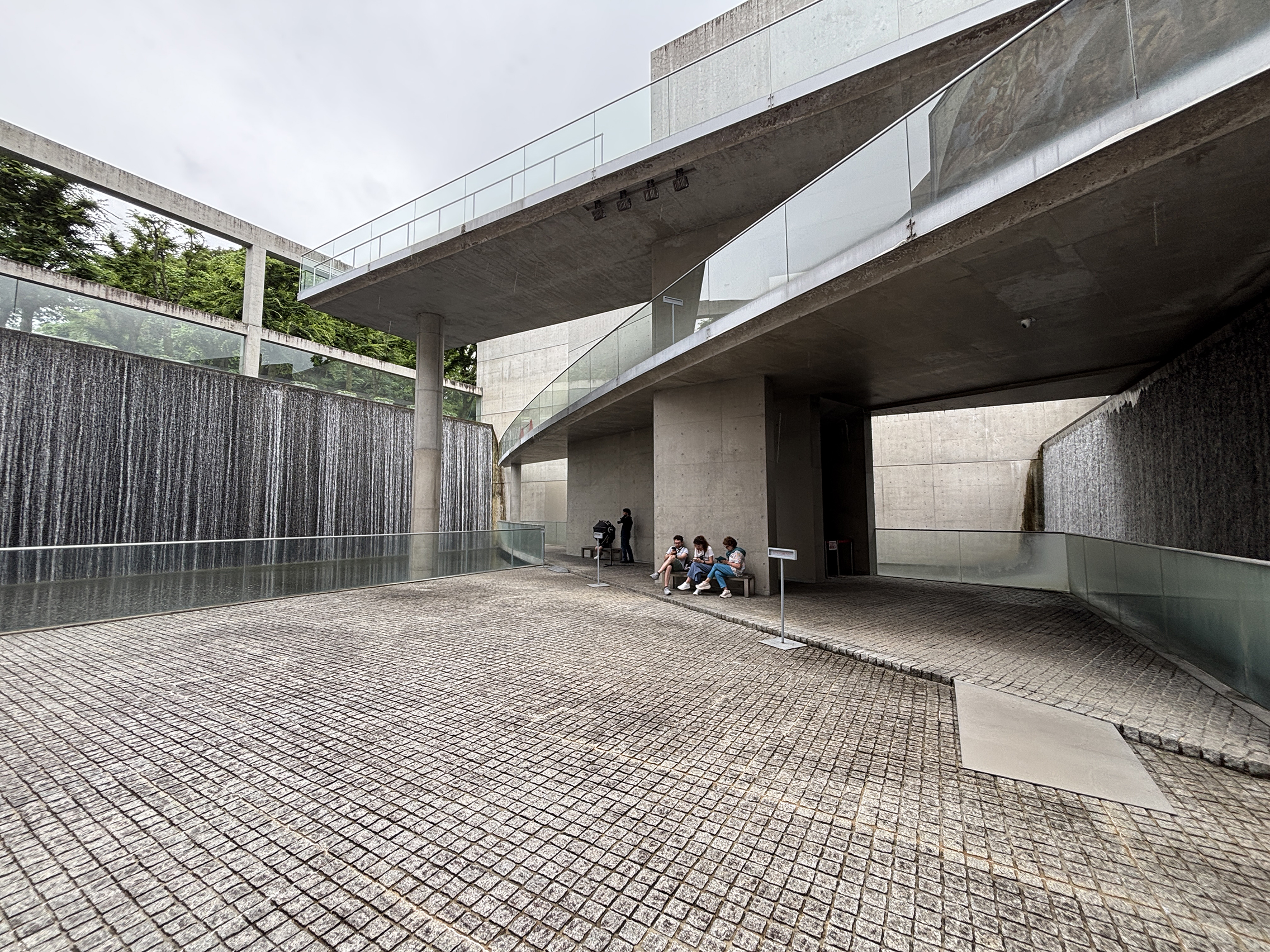
最下階の人工滝

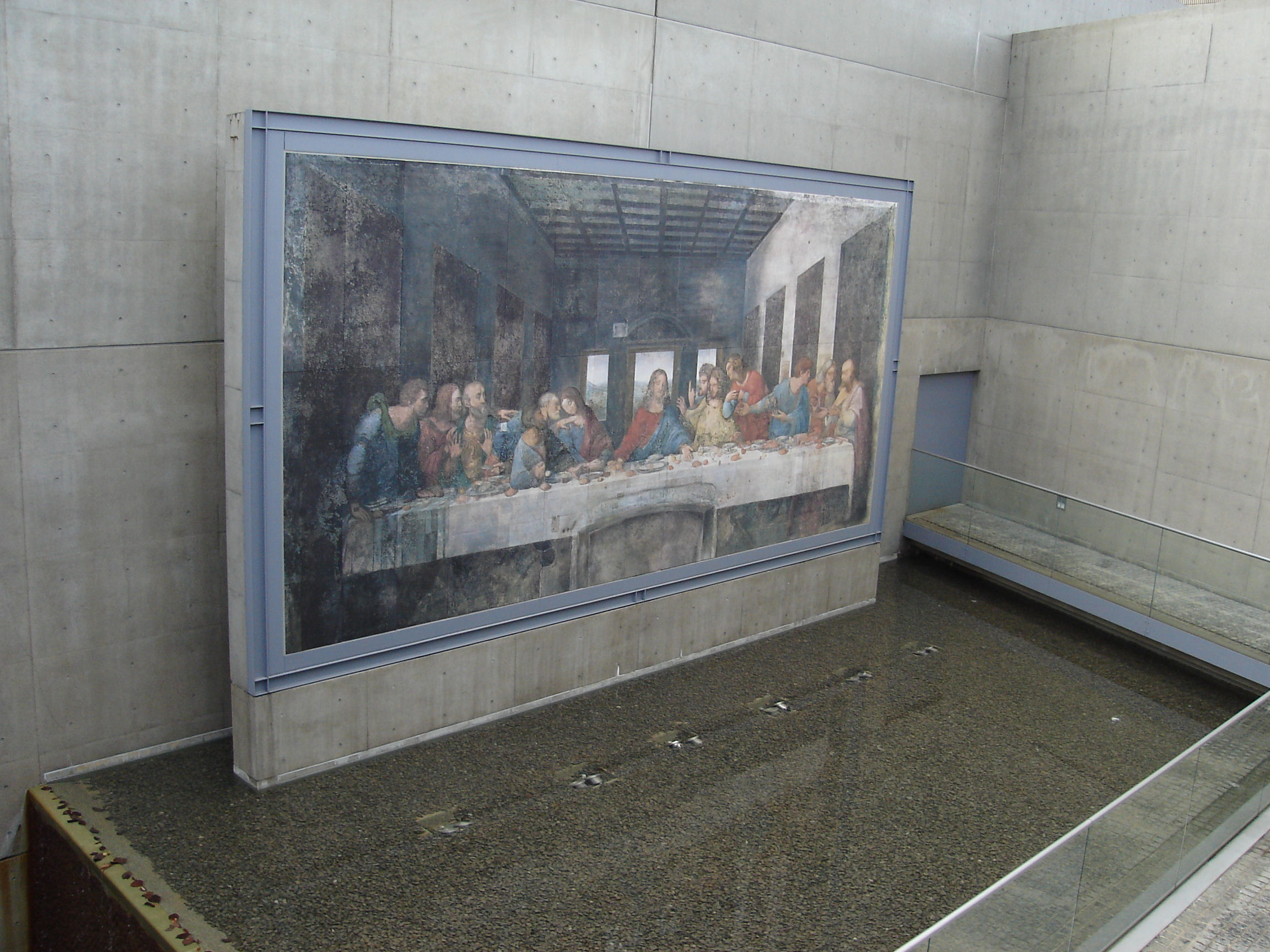
陶板の「最後の晩餐」

京都府立陶板名画の庭（きょうとふりつとうばんめいがのにわ）は、京都市左京区下鴨にあり、古今の名画を陶器の板に転写して展示している、屋外美術館である。

## 概要
陶板画は、原画を撮影したポジフィルムを元に、写真製版技術により陶製の板に転写し焼成したものである。その性質上、変色や腐食が起こらないので、屋外にあっても永く保存することが可能である。どの絵も複数の陶板で構成されている。
この種の美術展示施設としては、世界初のものである。
展示されている絵画は世界の名画8点が選ばれており、内4点は元々1990年の国際花と緑の博覧会の為に制作され、安藤忠雄の設計によるパヴィリオン『名画の庭』に展示されていた。残り4点は、この施設の為に作られたものである。
制作は、大塚オーミ陶業株式会社の信楽工場で行われた。
これらの陶板画は、堺屋太一の企画発案により、所有者であったダイコク電機取締役、栢森新治より京都府に寄贈されたもの。
オープンエアの建物は、安藤忠雄の設計により平成6年（1994年）3月に完成した。

## 展示絵画

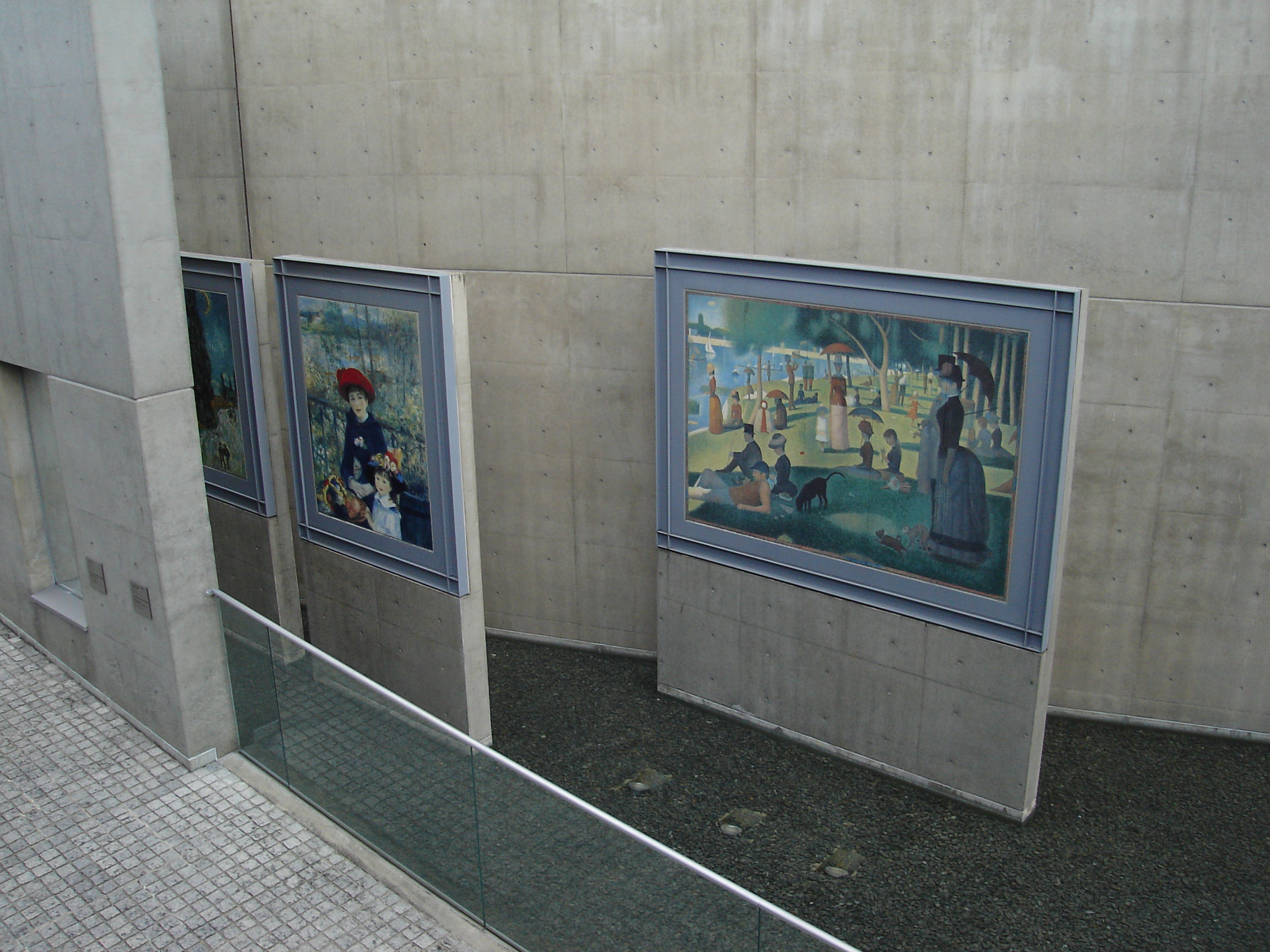
スーラとルノアール

以下の一覧は順に原画の題名と作者、所有者、サイズである。
睡蓮・朝 - モネ
フランス-パリ - オランジュリー美術館 - 200cm x 1275cm（ほぼ原寸）
鳥獣人物戯画 - 伝・鳥羽僧正
京都高山寺 - 甲巻60cm x 2262cm、乙巻60cm x 2400cm（縦横原寸の2倍）
最後の審判 - ミケランジェロ
バチカン - システィナ礼拝堂 - 1430cm x 1309cm（ほぼ原寸）。1990年当時の状態を再現。
最後の晩餐 - レオナルド・ダ・ヴィンチ
イタリア - ミラノ - サンタ・マリア・デル・グラツィエ修道院 - 432cm x 886cm（ほぼ原寸）
清明上河図 - 清院本
台湾 - 台北国立故宮博物院 - 35cm x 1200cm（ほぼ原寸）
ラ・グランド・ジャット島の日曜日 - スーラ
アメリカ - シカゴ美術館 - 205cm x 305cm （ほぼ原寸大）
テラスにて - ルノアール
アメリカ - シカゴ美術館 - 100cm x 81cm（縦横原寸の2倍）
糸杉と星の道 - ゴッホ
オランダ - クレラー・ミュラー美術館 - 92cm x 73cm（縦横原寸の約2倍）

## アクセス
京都市営地下鉄烏丸線 - 北山駅、京都市営バス「北山駅前」（4・北8系統）すぐ